# Guido da Velate
Guido Bianchi da Velate (o Wido; Velate, ... – Bergoglio, 23 agosto 1071) è stato un arcivescovo cattolico italiano.
Resse l'arcidiocesi di Milano dal 1045 fino alla sua rinuncia nel 1069. Fu arcivescovo nel periodo in cui la Pataria acquisì a Milano il potere maggiore. Si oppose alle riforme volute dal papa e appoggiate dai patarini, che soprattutto si opponevano alla scelta dei preti anche tra gli uomini sposati, pratica fino ad allora tranquillamente accettata nell'arcidiocesi di Milano.

## Biografia

### Scelta ed elezione di Guido
Alcuni mesi dopo la morte dell'arcivescovo Ariberto d'Intimiano (16 gennaio 1045), in luglio si giunse all'elezione del suo successore.  Il cronista Landolfo Seniore precisa che si radunò una civium collectio ("una grande assemblea di cittadini": per cives si intendono qui tutti gli abitanti della città, sia chierici sia laici), che elesse quattro giovani candidati alla sede episcopale (Arialdo, Landolfo, Anselmo e Attone), i cui nomi vennero inviati all'imperatore Enrico III il Nero.  Facendo ciò, è probabile che i Milanesi volessero dare all'imperatore l'impressione che fosse lui a compiere la scelta: una mossa astuta per cercare di limitare la sua libertà d'azione.
L'imperatore, tuttavia, voleva evitare di scegliere come nuovo arcivescovo un esponente del clero ordinario (o clero cardinale, quello in servizio presso le due cattedrali di Milano),  mentre tutti e quattro i nomi scelti dalla civium collectio ne facevano parte.  Il clero ordinario era formato soprattutto da esponenti delle famiglie dei milites maiores (i capitanei, nobili di rango più elevato), ed Enrico III - che voleva evitare si formasse di nuovo una pericolosa unità tra le diverse classi, come ai tempi di Ariberto - sfruttava a suo vantaggio gli scontri incrociati tra milites maiores, milites minores (i valvassori), e resto della cittadinanza.
Così Enrico III non fece ricadere la sua scelta su nessuno dei candidati proposti, ma volle fare una scelta autonoma.  Il cronista Arnolfo di Milano annota che l'imperatore non scelse un membro «nobilis ac sapiens» del clero ordinario, ma preferì Guido da Velate «idiotam et a rure venientem»; ciononostante, i Milanesi accettarono il nuovo arcivescovo, per paura del re, per l'odio di una parte della popolazione contro l'altra (i cives contro i milites), e per avidità (sembrava che Guido sarebbe stato prodigo di benefici a vantaggio del clero milanese).
Anche Landolfo Seniore, membro del clero decumano (quello in servizio nelle diverse chiese della città) e certo non amante dell'aristocrazia, non poté fare a meno di ammettere che Guido era un uomo molto abile nelle faccende temporali e nelle trame segrete, ma quasi per nulla erudito nelle "cose divine".

### Inizi del ministero a Milano
Ordinato vescovo agli inizi di settembre ed entrato in possesso della diocesi, Guido cominciò ad estromettere i milites da quello che sotto l'episcopato di Ariberto era diventato il maggior centro di potere cittadino: il palazzo dell'arcivescovo.  Si cominciava a capire che il nuovo arcivescovo intendeva favorire soprattutto i cives non nobili.
Nominando arcivescovo Guido da Velate, Enrico III aveva scelto la politica del Divide et impera: voleva rovinare quella concordia cittadina che, almeno in alcuni momenti, Ariberto d'Intimiano era riuscito a creare intorno a sé (soprattutto dopo la sua prigionia ed evasione).  In effetti, l'imperatore riuscì a riguadagnare un certo controllo su Milano: nel novembre 1045 troviamo in città, per la prima volta dopo molti anni (almeno dal 1024) un conte di Milano, di nome Azzo.  Anche i casi giudiziari più gravi tornano ad essere giudicati da missi regii in nome dell'Imperatore e re d'Italia.
Nel 1046 Enrico III avviò un'attività di riforma della Chiesa a partire da Roma: costrinse papa Gregorio VI a rinunciare alla cattedra episcopale e impose il primo di una serie di papi tedeschi riformatori (Clemente II, Damaso II, Nicolò II, Leone IX).  Nel 1056 Enrico III morì, lasciando come erede il figlio ancora bambino, Enrico.  In questi anni (1045-1056), a Milano, Guido riusciva a ricomporre le spaccature interne alla città.
In un documento del 5 settembre 1053 troviamo radunato tutto il clero, ordinario e decumano, il mondo monastico, i maiores insieme con gli strati sociali minori, per decidere di celebrare con la dovuta solennità l'Esaltazione della Santa Croce, un culto che si stava diffondendo nell'Europa occidentale proprio in quegli anni: è un segno che a Milano regnava, intorno all'arcivescovo Guido, una certa armonia.  Anche il cronista Arnolfo ci parla di conflitti tra Milano e Pavia e di spedizioni partite dalla città contro Cremona, annotando che Guido partecipò a queste campagne: un altro segno che Guido era bene inserito nel tessuto cittadino.
Un concilio provinciale, nel 1050, lo scagionò anche dalle accuse di simonia che erano circolate sul suo conto.

### Scontro con Arialdo da Cucciago e la Pataria
Nel 1056, a Varese, un diacono giunto da Milano, Arialdo, cominciò una campagna di predicazione contro i mali della Chiesa e gli errori del clero.  È possibile che Arialdo fosse un maestro nella Schola plebana di Varese.  Tra i laici, più specificamente tra i piccoli proprietari terrieri, Arialdo raccolse i suoi primi consensi.
Ben presto Arialdo si spostò da Varese a Milano: nelle sue prediche, egli insisteva sul fatto che i preti dovessero essere perfetti imitatori di Gesù Cristo per portare la luce della fede ai laici; per i loro costumi corrotti, invece, essi non potevano più considerarsi un tramite della parola divina, proprio perché la vita dei chierici era troppo simile a quella dei laici.  Forte del consenso che riscuoteva nella popolazione, Arialdo volle imporre al clero milanese di firmare un documento in cui si impegnava a vivere nel celibato.
Guido da Velate, inizialmente, sottovalutò l'agitazione promossa da Arialdo.  Il clero ordinario di Milano inviò una delegazione a papa Stefano IX per informarlo di ciò che stava accadendo in città.  Nella sua risposta, il papa non aderì alla linea di Arialdo, distinguendo le due posizioni differenti dei preti concubinari e di quelli legittimamente sposati.  È probabile che il papa invitasse anche Arialdo a concentrarsi nella battaglia contro la simonia. A Guido da Velate, giunse da Roma il consiglio di convocare un concilio provinciale per risolvere la questione.  Il concilio fu radunato a Fontaneto d'Agogna, e Arialdo e un suo sostenitore, Landolfo (tradizionalmente ricollegato alla famiglia dei Cotta), un chierico iscritto anche all'ordine dei notai, vennero convocati: i due non si presentarono e vennero scomunicati in contumacia.
Da quel momento, Arialdo scatenò una rivolta contro Guido, soprattutto nel contado.  I seguaci di Arialdo, che si autodefinivano "i fideles", erano chiamati dai loro avversari "patarini".
Attraverso il suo braccio destro per le azioni militari, Erlembaldo, fratello di Landolfo notaio, Arialdo cominciò ad intervenire anche nel mondo monastico milanese.  Per esempio, quando Guido da Velate scelse nuovi abati per i monasteri cittadini di San Celso e San Vincenzo, Arialdo li cacciò.
Tra i nemici di Arialdo non c'era soltanto l'arcivescovo Guido, ma anche la maggior parte del clero della cattedrale e della nobiltà.  Molti degli avversari della Pataria mal sopportavano le ingerenze sempre più frequenti della Chiesa romana (che stava prendendo in mano le redini della riforma avviata dall'imperatore attraverso la nomina dei papi tedeschi) nelle questioni della Chiesa ambrosiana.  La preoccupazione era che Roma prevaricasse su Milano: nel 1059 Guido da Velate venne addirittura chiamato a discolparsi davanti a un sinodo romano convocato da papa Nicolò II.
I legati papali Ildebrando di Soana e Anselmo da Baggio vennero mandati a Milano per cercare di capire la situazione. Una seconda legazione, nel 1060, formata da Anselmo da Baggio e Pietro Damiani, esaminò il clero milanese e, appoggiando le rivendicazioni dei patarini, obbligò Guido ad emettere un documento di condanna della simonia e del nicolaismo (come era stata chiamata da Pier Damiani l'ordinazione di preti sposati). I legati, tuttavia, mantennero una certa distanza dalle posizioni di Arialdo (per esempio affermavano la validità dei sacramenti anche se amministrati da preti indegni, cosa che i patarini rifiutavano fermamente) e, difendendo il valore dell'ordine costituito e della gerarchia locale, dimostrarono una certa fiducia in Guido da Velate.

### Assassinio di Arialdo e dimissioni di Guido
La situazione precipitò nel 1066, quando Guido da Velate mandò dei sicari ad uccidere Arialdo. Guido venne scomunicato dal papa, ma questo affronto alla dignità della Chiesa milanese spostò il favore del popolo dai patarini all'arcivescovo.
Nell'estate del 1067 tornavano ad intervenire a Milano dei legati papali (Mainardo di Silvacandida e Giovanni Minuto); il ritrovamento del cadavere di Arialdo ridiede forza ad Erlembaldo e agli altri patarini.  Di fronte alle agitazioni che stavano scoppiando, i legati di Roma redassero un documento (Constitutiones Mediolanenses) che doveva essere un tentativo di mediazione, ma che finì per scontentare soprattutto i patarini: è vero che si condannavano simonia e matrimonio dei preti ma, distinguendo tra ufficio e beneficio dei chierici, si lasciava ai laici soltanto il controllo sui benefici ecclesiastici di loro proprietà, ma si proibiva loro di giudicare i preti.  Era ormai chiaro che per tenere sotto controllo il movimento patarino, il papa stava cercando di sottoporlo alla sede romana. Anselmo da Baggio, divenuto nel frattempo papa Alessandro II, concesse a Erlembaldo il Vessillo di San Pietro (la stessa onorificenza data l'anno prima a Guglielmo il Conquistatore).  Il popolo milanese tornò dalla parte di Erlembardo e dei patarini.
A questo punto, Guido da Velate si arrese. Rifiutando però uno dei princípi cardine dell'incipiente riforma papale (la scelta dei vescovi da parte di Roma e non "dal basso"), egli stesso propose il suo successore, il suddiacono Gotifredo da Castiglione: concordò con lui, che era stato uno dei suoi dignitari, la cessione della dignità arcivescovile in cambio di una pensione. Gotifredo ricevette l'investitura da parte di Enrico IV nel 1070, ma la quasi totalità dei milanesi rigettò il nuovo arcivescovo: i patarini vedevano nello scambio proposto da Guido da Velate una chiara trattativa simoniaca, mentre l'aristocrazia (i milites) gli era decisamente ostile perché - esattamente come era capitato per la nomina di Guido - non aveva avuto voce in capitolo nella sua elezione.
Gotifredo si rifugiò nel suo castello di Castiglione Olona, mentre a Milano patarini e antipatarini trovano un accordo per indire un'assemblea nella quale eleggere il nuovo arcivescovo.  Erlembaldo, forte anche dell'appoggio dei legati papali, impose come arcivescovo un giovane prete a lui gradito, Attone.  Il fragile accordo si incrinò rapidamente: gli avversari di Erlembaldo si tirarono indietro di fronte alla farsa, fecero sì che il popolo si rivoltasse contro Attone, che rinunciò all'episcopato e si rifugiò a Roma.
Ildebrando di Soana, che divenne anche papa con il nome di Gregorio VII, continuò a considerare Attone l'unico ad avere diritto ad essere arcivescovo di Milano.  L'imperatore Enrico IV, dopo alcune incertezze su quale candidato appoggiare, nel 1075 scelse come arcivescovo un prete milanese a lui fedele, già appartenente alla cappella imperiale, Tedaldo, che riuscì a governare per un decennio la Chiesa milanese nonostante le scomuniche lanciate più volte contro di lui da Gregorio VII.
Nel frattempo Guido da Velate, ritirato a vita privata nel suo castello di Bergoglio e dopo un effimero tentativo di rientrare a Milano, moriva nell'anno 1071.